# Пассек, Евгений Вячеславович
Евгений Вячеславович Па́ссек (1860—1912) — русский юрист, профессор римского права. Ректор Юрьевского университета.

## Биография
Родился в 1860 году в Ахтырском уезде Харьковской губернии.
В 1879 году окончил Лицей цесаревича Николая, в четвёртый класс которого поступил в 1874 году. В 1886 году окончил юридический факультет Московского университета со степенью кандидата. В студенческие годы участвовал в московской переписи населения 1882 года на участке, которым руководил Л. Н. Толстой. Был оставлен в университете на кафедре гражданского права «для подготовки к профессорскому званию», в то же время служил помощником присяжного поверенного. В 1888 году командирован на два года в Берлинский университет, где слушал курс римского права под руководством немецких ученых Дернбурга, Перниса, Экка и Бернштейна.
В 1890 году назначен приват-доцентом по римскому праву в Московский университет. Но уже в 1891 году был переведён в Дерптский университет, в котором сдал в 1892 году магистерский экзамен по римскому праву. На кафедре римского права в 1893 году защитил магистерскую диссертацию «Неимущественный интерес в обязательстве», в которой путём анализа римских источников доказал, что римским юристам был чужд узкий взгляд многих современных цивилистов, требующий для действительности обязательства наличности подлежащего прямой оценке имущественного интереса. Назначен экстраординарным профессором, а в 1901 году — ординарным профессором по кафедре римского права.
В своей докторской диссертации «Понятие  непреодолимой силы в гражданском праве», на основании тщательного анализа различных источников, подошёл к определению «vis major» отрицательным путём. Сложность определения понятия непреодолимой силы он усматривает в существовании прямой и тесной связи между двумя понятиями: custodia, с одной стороны, и vis major, с другой. Путём анализа этой связи, по его мнению, может быть получено точное определение понятия непреодолимой силы. К непреодолимой силе он относит все те события, за которые не отвечает должник, отвечающий кроме легкой вины еще и за custodia, то есть за охрану вещи. Полученные результаты имеют значение не только для развития цивилистической мысли России, но и, в какой-то степени, для понимания непреодолимой силы в действующем законодательстве.
Помимо преподавательской деятельности, в течение ряда лет был редактором «Ученых записок Юрьевского университета». В 1905 году Совет университета избрал Е. В. Пассека ректором — он стал первым выборным ректором. В сложной ситуации 1905—1907 гг. Юрьевский университет благодаря личным качествам своего ректора был единственным российским университетом, который не прекращал свою деятельность.
4 сентября 1911 г. Е. В. Пассек подал в отставку по состоянию здоровья и переехал в Москву, где и умер. Похоронен на Ваганьковском кладбище.

## Семья
В 1886 г. женился на Александре Валентиновне Амфитеатровой, родной сестре литературного и театрального критика А. В. Амфитеатрова. Их дочь — Грабарь-Пассек, Мария Евгеньевна (1893—1975) — российский филолог и переводчик античной литературы, жена правоведа Владимира Грабаря.